# 魏略
《魏略》，共50卷，魏郎中魚豢私撰，為中國三國時代中記載魏國的史書。一般認為《典略》也是此書中的一部分所構成的，《三國志注》多引用《魏略》的內容來注釋。
本書原卷數，各史記載相異，如《隋書·經籍志二》載「《典略》（疑《魏略》之誤）八十九卷」，《舊唐書·經籍志上》載「《魏略》三十八卷；《典略》五十卷」，《新唐書·藝文志二》載「《魏略》五十卷」。有的學者認為《典略》及《魏略》為同一書，有則認為是二書。
此書久佚，現今僅存佚文。其內容分別由《後漢書》、《翰苑》、《北戶錄》、《三國志》、《法苑珠林》、《太平御覽》等書所引用。清代時史家王仁俊、張鵬一分別為此書作了輯佚工作，其中以張鵬一輯本為佳，輯有25卷並附遺文6條。

## 概要
內容未對魏國與晉朝的重要人物作出避諱。從魏武帝曹操開始撰寫，《史通·古今正史》謂「事止明帝」。但從佚文內容來看，尚記載至魏高貴鄉公曹髦被立之時，則知《魏略》記事非止於魏明帝時，而是止於三少帝之時。
本書敘事頗注重品節作風。裴松之《三國志注》引用內容以《魏略》為最多。本書雖已佚，但從裴注中尚可得知其大概。
此書記述魏國與漢末中原群雄相當詳細，而對偏方地區的記載較略，甚至與他書的記載不大相同，如有關劉禪被人口販子出賣，孔明見劉備的史事與《三國志》「三顧茅廬」的內容多不相符。有關外國的記述詳細，有對邪馬臺國和大秦國（羅馬帝國）的記載。特別是關於大秦國，是中國方面對羅馬帝國的文獻中，現存最古老的史料，與中國的皇帝制度有所有差異，如有關元老院的存在等的記述（關於內容請參照《三國志》注引《魏略·西戎傳》）。
《魏略》中可知的傳名還有〈清介〉、〈苛吏〉、〈純固〉、〈勇俠〉、〈知足〉、〈遊說〉、〈佞幸〉、〈儒宗〉、〈西戎〉等見；志有〈五行〉、〈中外官〉、〈禮〉、〈地理〉等。清代學者錢大昕謂「諸傳標目，多與他史異。」；高似孫稱「特為有筆力」、「亦一時記載之雋也」。

## 目錄
| 卷       | 題   | 內容 |
| -------- | ---- | --- |
| 卷首     |      | 序 凡例 目次 附載 補魚豢傳 |
| 卷一     | 紀   | 太祖（8條）、文帝（19條）、明帝（12條）、少帝芳（1條） |
| 卷二     | 志   | 五行志（12條）、中外官志（31條）、禮志（12條）、地理志（1條） |
| 卷三     | 傳   | 武宣卞（4條，附卞秉秉子蘭）、杜夫人（1條）、文昭甄（3條）、文德郭（2條）、明悼毛（1條）、明元郭郭芝（1條） |
| 卷四     | 傳   | 任城王彰（3條）、陳思王植（2條，附楊修丁儀傳）、鄧王沖趙王幹（2條） |
| 卷五     | 傳   | 董卓（6條）、公孫瓚（5條，附鮮于輔閻柔）、楊秋（1條）、張楊（2條）、韓遂傳、袁紹傳（4條）、袁術（1條）、陳宮傳、張猛傳、段煨（1條） |
| 卷六     | 傳   | 金尚（1條）、趙岐（3條）、趙戩（2條）、孔融（1條）、邊讓（1條）、孟建（1條）、邴原（2條）、平原禰衡傳、崔琰許攸婁圭傳、荀彧（4條）、賈詡（1條）、鮑勛（1條）、劉勳（1條）、阮叕（1條）                                                                                               |
| 卷七     | 傳   | 王忠（1條）、張繡（1條）、張燕（1條）、閻行傳、張魯（2條）、劉雄鳴傳、公孫淵傳、程昱（1條）、張遼（1條）、徐晃（1條）、龐悳（2條）、張郃（2條）、臧霸（2條）、李通（1條）、郝昭傳 |
| 卷八     | 傳   | 鍾繇（4條）、華歆（3條）、王朗（2條）、陳群（3條）、徐邈（2條）、田豫傳、王象傳、辛毗（4條）、楊阜（1條）、高堂隆（1條）、高柔（1條）、馬鈞（2條）、王思宏（1條） |
| 卷九     | 傳   | 王粲（1條）、繁欽阮瑀（3條）、陳琳（2條）、路粹傳、劉楨（2條）、吳質（5條） |
| 卷十     | 傳   | 曹爽（傳佚）鄧颺丁謐畢軌李勝桓範何晏傳 |
| 卷十一   | 傳   | 夏侯惇（子楙，2條）、夏侯淵（子霸，2條）、夏侯玄（3條）、夏侯儒（1條）、李豐張緝許允傳 |
| 卷十二   | 傳   | 賈逵李孚楊沛傳 |
| 卷十三   | 傳   | 蘇則（4條）、杜畿（子恕，5條）、孟康（1條）、倉慈（1條）、皇甫隆（1條）、顏斐令狐邵傳 |
| 卷十四   | 傳   | 徐福嚴幹李義張既（2條）、游楚梁習（1條）、趙儼（2條）、裴潛（3條）、韓宣黃朗傳 |
| 卷十五   | 傳   | 王淩令狐愚（5條）、毌邱儉（3條）、諸葛誕（1條）、張特傳、焦先扈累寒貧傳 |
| 卷十六   | 傳   | 儒宗傳（董遇、賈洪、邯鄲淳、薛夏、隗禧、蘇林、樂詳） |
| 卷十七   | 傳   | 清介傳（常林3條、吉茂、沐並、時苗） |
| 卷十八   | 傳   | 純固傳（脂習、王修1條、龐淯2條、文聘1條、成公英、郭憲、單固） |
| 卷十九   | 傳   | 勇俠傳（孫賓碩、祝公道2條、楊阿若、鮑出） |
| 卷二十   | 傳   | 知足傳（田疇1條、管寧2條） 遊說傳（7條） 苛吏傳（王思1條、劉類3條） 佞倖傳（秦朗1傳、孔桂） |
| 卷二十一 | 傳   | 烏丸（3條）、夫餘（4條）、東沃沮（1條）、高句驪（2條）、濊國（1條）、朝鮮（3條）、辰韓（2條）、倭人（4條）、挹婁（1條）、南蠻（3條） |
| 卷二十二 | 傳   | 西戎傳（羌 貲虜 葱茈羌 白馬 黃牛羌 西域南道鄯善四屬國 于寘四屬國 大月氏四屬國 臨兒國 車離國 盤越國 中道焉耆三屬國 龜茲三屬國 疏勒十二屬國 迤西大宛安息條支烏弋四國 大秦國 北新道車師後部五屬國 烏孫 康居 烏伊別國 柳國 巖國 奄蔡 呼得 堅昆 丁令 渾窳 屈射 丁令 隔昆 新黎 馬脛 短人） |
| 卷二十三 | 傳   | 劉璋（1條）、劉備（7條）、劉禪（2條）、諸葛亮（4條）、關羽（1條）、馬騰馬超傳、孟達（1條）、申儀傳、許靖（1條）、宋仲子（1條）、魏延（2條）、姜維（1條） |
| 卷二十四 | 傳   | 孫堅（1條）、孫權（2條）、孫輔（1條）、孫翊（1條）、浩周傳、梁寓（1條）、張昭傳議 |
| 卷二十五 | 附錄 | 公沙穆（1條）、王符（1條）、延篤（1條）、李莊（1條）、黃憲（1條）、韓攸（1條）、帝堯以下21條 |
|          | 補遺 | 文帝紀（1條）、劉表（1條）、鍾毓（1條）、王粲（1條）、夫餘（2條） |